# سومنر أرشيبالد كونينغهام
سومنر أرشيبالد كونينغهام (بالإنجليزية: Sumner Archibald Cunningham)‏ هو شخصية أعمال وكاتب وصحفي أمريكي، ولد في 21 يوليو 1843 في مقاطعة بيدفورد في الولايات المتحدة، وتوفي في 13 ديسمبر 1913 في ناشفيل في الولايات المتحدة.